# Scleropogon bradleyi
Scleropogon bradleyi là một loài ruồi trong họ Asilidae. Scleropogon bradleyi được Bromley miêu tả năm 1937. Loài này phân bố ở vùng Tân Bắc giới.